# Seznam postav seriálu Včelka Mája (2012)
Toto je seznam postav v animovaném televizním seriálu Včelka Mája z roku 2012.
Oproti předchozímu seriálu se postavy v novém seriálu dosti změnily. Mnohé postavy se už v novém seriálu nevyskytují, na druhou stránku spousta nových postav přibyla. Postavy, které setrvaly z minulého seriálu, se často změnily jak povahou, tak podobou.

## Hlavní postavy
Objevují se pravidelně ve většině dílů seriálu.
|  | Postava              | Popis |
|  | -------------------- | --- |
|  | Mája                 | Nejdůležitější postava v seriálu. Je dobrácká, ráda každému za každou cenu pomůže. Ráda zkouší a poznává stále nové věci, a proto se občas dostává do vážných problémů. Žije na louce, v těsné blízkosti úlu a setkává se dennodenně s ostatními včelami. |
|  | Vilík                | V úlu se narodil spolu s Májou, se kterou se ihned velmi skamarádil. Často bývá s Májou na louce, ale v noci přespává v úlu. Je líný, rád hodně jí a spí. Je bojácný a Máje často spoustu věcí rozmlouvá. |
|  | Hop                  | Moudrý a dobrácký luční koník. Často si pro radost hraje na housle. S Májou a Vilíkem se setkal naprosto náhodně na louce, když v noci zabloudili, načež je dovedl zpět do úlu. Jeho příbuzenstvem je hejno sarančat, které se stále někam stěhuje. Jeho podoba je na rozdíl od Máji a Vilíka téměř stejná jako v minulém seriálu. Je zelený, má bílou košili, modré krátké kalhoty a hnědý klobouk s černým pruhem, jen se mu trochu odlišuje jeho košile. |
|  | Plukovník Pól        | Velitel mravenců, Máju nechal velet celému svému oddílu včetně sebe. Je přísný, trochu zběsilý, ale hodný a vždy připravený komukoliv se svojí skupinou pomoct. Stejná, byť bezejmenná, postava byla již v minulém seriálu, ale v novém došlo ke změně podoby a nově získal i jméno Pól. |
|  | Soudce Včelí Vosk    | Včelí soudce a pověřenec všeluční rady královen. Je přísný a hlídá dodržování všech včelích zákonů a nesmyslných pravidel. Máje chtěl zakázat přibližovat se k úlu. Povahou je zbabělý, namyšlený a velmi hloupý. |
|  | Žihavec, Bzik a Bzum | Žihavec je šéfem vosí bandy, jejíž součástí jsou ještě další dvě vosy – Bzik je hubenější a inteligentnější a Bzum je silný, mohutný a úplně hloupý. Stále se snaží včelám krást med a nektar. |
|  | Bery                 | Rád ze sebe dělá chytrého i když ve skutečnosti moc chytrý není. Všechny strašil a vyvolával poplach že přišla příšera a nakonec to nebyla příšera ale slimák. |
|  | Beatrice             | Patří k nejkrásnějším motýlům na louce. |
|  | Ben                  | Hovnivál, pořád dbá na svou kouli trusu, ale je velmi přátelský a rád pomůže. Je docela praštěný. |
|  | Kurt                 | Děda Bena. Nejsilnější brouk na louce. |
|  | Šimon                | Hlemýžď. Je to kliďas a je melancholický. Často si na něco stěžuje. |
|  | Královna             | Nejdůležitější včela ze všech, na rozdíl od královen v předešlém seriálu není vážná, Máju plně chápe a dokonce jí někdy i její život závidí. |
|  | Lara                 | Nejnamyšlenější postava ze všech, myslí si že je nejlepší ze všech. Je vychytralá, nepoctivá, ráda dělá různé podvůdky a schválnosti a nedělá ji problém ani krást. |

## Ostatní postavy
Objevují se pouze v některých nebo jen jediném díle seriálu.
|  | Postava                | Popis |
|  | ---------------------- | --- |
|  | Teta Kasandra          | Včela, v úlu zastává roli učitelky a pečovatelky malých včelek. V její třídě je i Vilík a předtím, než Mája utekla na louka v ní byla i ona. |
|  | Strážci úlu            | Dva velmi hloupí trubci, jeden je vyšší a druhý menší. Stráží vchod do úlu. |
|  | Tekla                  | Pavoučice, v původním seriálu se jmenovala Fidla, ale v novém seriálu získala v české verzi jméno, které měla původní postava v německé verzi. Je zlá, usiluje hmyzu na louce o život. Neštítí se udělat ani ty největší podlosti, aby mohla ostatní chytit a sežrat.                                                                           |
|  | Liběna                 | Včelí vosk ji jmenoval dočasnou královnou úlu potom, co se dosavadní královna ztratila. Při vládnutí vyniká svojí nezodpovědností a mimořádně nízkou inteligencí. |
|  | Edgar                  | Trubec, velký smolař, který se kvůli svojí neustálé smůle bojí vyjít z úlu. |
|  | Slink                  | Velký slimák. |
|  | Molly                  | Krtonožka, je stále hladová a proto občas dělá všem problémy. |
|  | Paní Pyžmovcová        | Brouk žijící pod starým stromem, Mája s Vilíkem ji pomáhají najít nový, když se starý strom zřítil. |
|  | Pták                   | Pták, který z celého okolí vychytal žížaly, je tupý. |
|  | Filibert               | Červ vyjídající jablko, které Mája s Vilíkem omylem shodili, Mája s Vilíkem mu snažili pomoct, ale jejich ochoty pak využil k tomu, aby ho pořád obskakovali a posluhovali mu. |
|  | Bella                  | Housenka, do které se zamiloval Max. |
|  | Bzunda                 | Vosa. Dočasně se stal členem Žihavcovy bandy. Oproti ní se ke včelám choval mile a dokonce se zamiloval do tety Kasandry. |
|  | Čmelák Elvis           | Poněkud nešikovný čmelák. Býval zpěvákem ve hudebním duu spolu s Hopem, který v něm zastával houslistu. Jejich duo se rozpadlo potom, co se začali hádat, z čí zásluhy se vlastně stali slavnými. V seriálu se objevil pouze v epizodě, kdy ho Mája, Vilík a Hop šli hledat, aby spolu s Hopem vystoupil na koncertu pořádaném včelí královnou. |
|  | Sofie                  | Pestřenka. Když jedné ze včel ukradnou vosy kalíšek s nektarem, je kvůli svému vzhledu chybně označena za zlodějku. Později se ji podaří pomoct vrátit nektar včelám a očistit své jméno. |
|  | Královna Slézového úlu | Sestra královny v Májině úlu, kde se obě spolu narodily. Spolu se svou sestrou usiluje o přátelské vztahy mezi oběma úly. |
|  | Emil                   | Přátelská světluška. Když potřebují přátelé na něco posvítit, tak rád pomůže a dokonce svolá i další světlušky z okolí. Tak například pomohl Máje a Vilíkovi dopravit uprostřed noci královnu Slézového úlu k ní domů. |